# Hóquei sobre a grama nos Jogos Pan-Americanos
O Hóquei sobre grama nos Jogos Pan-Americanos foi introduzido em 1987, em Indianápolis, nos Estados Unidos, e começou na edição como qualificatório olímpico em Winnipeg em 1999.

## Quadro de Medalhas
| #     | País                |    |    |    | Total |
| ----- | ------------------- | -- | -- | -- | ----- |
| 1.    | Argentina           | 16 | 6  | 0  | 22    |
| 2.    | Canadá              | 4  | 8  | 6  | 18    |
| 3.    | Estados Unidos      | 2  | 5  | 5  | 12    |
| 4.    | México              | 0  | 1  | 2  | 3     |
| 5.    | Trinidad e Tobago   | 0  | 1  | 0  | 1     |
| 6.    | Chile               | 0  | 1  | 5  | 6     |
| 7.    | Cuba                | 0  | 0  | 2  | 2     |
| 8.    | Antilhas Holandesas | 0  | 0  | 1  | 1     |
| 8.    | Uruguai             | 0  | 0  | 1  | 1     |
| Total | Total               | 21 | 21 | 21 | 63    |